# لئونارد آی. شیف
لئونارد آی شیف (انگلیسی: Leonard I. Schiff؛ زاده ۲۹ مارس ۱۹۱۵، فال ریور، ماساچوست - درگذشته ۲۱ ژانویه ۱۹۷۱، استنفورد، کالیفرنیا) یک فیزیک‌دان اهل ایالات متحده آمریکا بود.